# منتخب مقدونيا الشمالية تحت 21 سنة لكرة القدم
منتخب مقدونيا تحت 21 سنة لكرة القدم هو الممثل الرسمي لـ مقدونيا في بطولات كرة القدم تحت 21 سنة. يشارك الفريق في بطولة أوروبا تحت 21 لكرة القدم التي تقام كل عامين.